# Lophophelma taiwana
Lophophelma taiwana là một loài bướm đêm trong họ Geometridae.